# 阿斯拜爾體育館
阿斯拜爾體育館（ASPIRE Dome）是一座位于卡達杜哈阿斯拜尔运动精英学院的室内体育场。

## 历史
体育馆可容纳15,000名观众，可以举办诸如篮球、排球一类的室内运动赛事以及音乐会。 
学院是杜哈體育城的一部分，阿斯拜爾體育館由法国著名建筑师罗杰·塔利伯特（Roger Taillibert）所设计。
该体育馆承办了2006年亚洲运动会室内项目的比赛，也是2010年世界室内田径锦标赛的比赛场地。